# Чжоушуйцзы (аэропорт)
Даляньский международный аэропорт Чжоушуйцзы (кит. упр. 大连周水子国际机场, пиньинь Dàlián Zhōushuǐzǐ Guójì Jīchǎng) (ИАТА: DLC, ИКАО: ZYTL) — аэропорт в районе Ганьцзинцзы города субпровинциального значения Далянь, Китай. Аэропорт является военным аэродромом совместного базирования, но управляется гражданским предприятием Dalian Zhoushuizi International Airport Co., Ltd.
7 мая 2002, произошла катастрофа рейса 6136 авиакомпании China Northern Airlines, который следовал из Пекина в Далянь, самолёт упал в залив недалеко от Даляня, погибли все находящиеся на борту 112 человек.
В 2007 аэропорт перевёз 7,281,084 пассажиров и стал самым загруженным аэропортом Северного Китая и 16-м по пассажирообороту в Китае.

## Авиакомпании и назначения
По состоянию на февраль 2007 из Международного аэропорта Далянь выполняли рейсы следующие авиакомпании:

### Международные рейсы
- Air China
- All Nippon Airways
- Asiana Airlines
- China Southern Airlines
- Дальавиа (Хабаровск)[1]
- Dragonair
- Japan Airlines
- Korean Air
- S7 Airlines (Иркутск)[1]
- SAT Airlines (Южно-Сахалинск)[1]
- Владивосток Авиа (Владивосток, Южно-Сахалинск)[1]

### Местные рейсы
- Air China
- China Eastern Airlines
- China Southern Airlines
- China United Airlines
- Dragonair
- Hainan Airlines
- Shenzhen Airlines
- Shandong Airlines
- Shanghai Airlines
- Sichuan Airlines
- Spring Airlines
- United Eagle Airlines
- Xiamen Airlines